# Пођо Радиозо (Новара)
Пођо Радиозо је насеље у Италији у округу Новара, региону Пијемонт.
Према процени из 2011. у насељу је живело 70 становника. Насеље се налази на надморској висини од 582 м.